# Oktober 1997
Portal Geschichte | Portal Biografien | Aktuelle Ereignisse | Jahreskalender | Tagesartikel

◄ |
19. Jahrhundert |
20. Jahrhundert
| 21. Jahrhundert

◄ |
1960er |
1970er |
1980er |
1990er
| 2000er | 2010er | 2020er | ►

◄ |
1993 |
1994 |
1995 |
1996 |
1997
| 1998 | 1999 | 2000 | 2001 | ►

◄ |
Juli 1997 |
August 1997 |
September 1997 |
Oktober 1997 |
November 1997 |
Dezember 1997 |
Januar 1998 |
►
Dieser Artikel behandelt aktuelle Nachrichten und Ereignisse im Oktober 1997.

## Tagesgeschehen

### Mittwoch, 1. Oktober 1997
- Bonn/Deutschland: Nach dem Vorbild der Demokratischen Partei der Vereinigten Staaten eröffnet Franz Müntefering als Wahlkampfleiter der SPD für die Bundestagswahl 1998 die sogenannte „Kampa“, eine Wahlkampfzentrale, in der alle Aktionen der SPD koordiniert werden sollen. Bisher übernahmen Mitarbeiter der Parteizentrale diese Aufgabe.[1]
- Stockholm/Schweden: Der deutsche Biologe Michael Succow wird als eine von fünf Personen den diesjährigen Right Livelihood Award erhalten. Mit dem so genannten „Alternativen Nobelpreis“ ehrt die Stiftung seinen Einsatz für das Nationalparkprogramm der DDR und seine Bemühungen um den Schutz der Natur in Asien.[2]

### Donnerstag, 2. Oktober 1997
- Amsterdam/Niederlande: Der vor knapp vier Monaten beschlossene Vertrag von Amsterdam, der u. a. die Befugnisse des Europäischen Parlaments erweitert und das Ziel eines Raums der Freiheit, der Sicherheit und des Rechts in den Ländern der Europäischen Gemeinschaften festlegt, wird von den Staats- und Regierungschefs der Mitgliedstaaten unterzeichnet.[3]

### Freitag, 3. Oktober 1997

Hilal

- Köln/Deutschland: Der Zentralrat der Muslime in Deutschland veranstaltet erstmals den landesweiten Tag der offenen Moschee.[4]

### Sonntag, 5. Oktober 1997
- Linz/Österreich: Bei der Landtagswahl in Oberösterreich büßen die zwei stärksten politischen Kräfte, Volkspartei und SPÖ, an Zuspruch ein und die SPÖ liegt mit einem Ergebnis von 27 % nur noch 6,7 % vor der FPÖ. Die Grünen feiern den erstmaligen Einzug ins Linzer Landhaus, dort werden sie mit drei Parlamentariern vertreten sein.[5]

### Montag, 6. Oktober 1997
- Hannover/Deutschland: Die 1994 gegründete Kartellgewerkschaft IG Bergbau, Chemie, Energie vereint auf ihrem Kongress zur Gründung einer ordentlichen Gewerkschaft die ehemaligen Industriegewerkschaften Bergbau und Energie sowie Chemie-Papier-Keramik und die Gewerkschaft Leder. Die neue Vereinigung zählt rund 500.000 Mitglieder.[6]
- Stockholm/Schweden: Den Nobelpreis für Physiologie oder Medizin wird in diesem Jahr der Amerikaner Stanley Prusiner für seine Entdeckung erhalten, dass es organische Giftstoffe gibt, so genannte „Prione“.[7]

### Mittwoch, 8. Oktober 1997
- Pjöngjang/Nordkorea: Die Partei der Arbeit Koreas wählt Kim Jong-il zu ihrem neuen Generalsekretär. Er ist Sohn des 1994 verstorbenen Diktators Kim Il-sung.[8]

### Donnerstag, 9. Oktober 1997
- Stockholm/Schweden: Der Italiener Dario Fo erhält in diesem Jahr den Nobelpreis für Literatur. Eines seiner bekanntesten Werke ist die Tragikomödie Isabella, drei Karavellen und ein Scharlatan.[9]

### Freitag, 10. Oktober 1997
- Oslo/Norwegen: Die Amerikanerin Jody Williams und die von ihr koordinierte International Campaign to Ban Landmines (deutsch Internationale Kampagne für das Verbot von Landminen) werden den diesjährigen Friedensnobelpreis erhalten.[10]

### Montag, 13. Oktober 1997
- Les Éboulements/Kanada: Im bisher verheerendsten Straßenverkehrsunfall in der Geschichte Kanadas sterben 44 Personen, als ein Reisebus in der Provinz Québec ungebremst von der Straße abkommt und 10 m tief in einen Tobel stürzt.[11]

### Dienstag, 14. Oktober 1997
- Stockholm/Schweden: Der Amerikaner Robert Carhart Merton und sein in Kanada geborener Landsmann Myron S. Scholes werden in diesem Jahr für die Aufstellung des Black-Scholes-Modell für den Aktienmarkt den Alfred-Nobel-Gedächtnispreis für Wirtschaftswissenschaften erhalten.[12]

### Mittwoch, 15. Oktober 1997

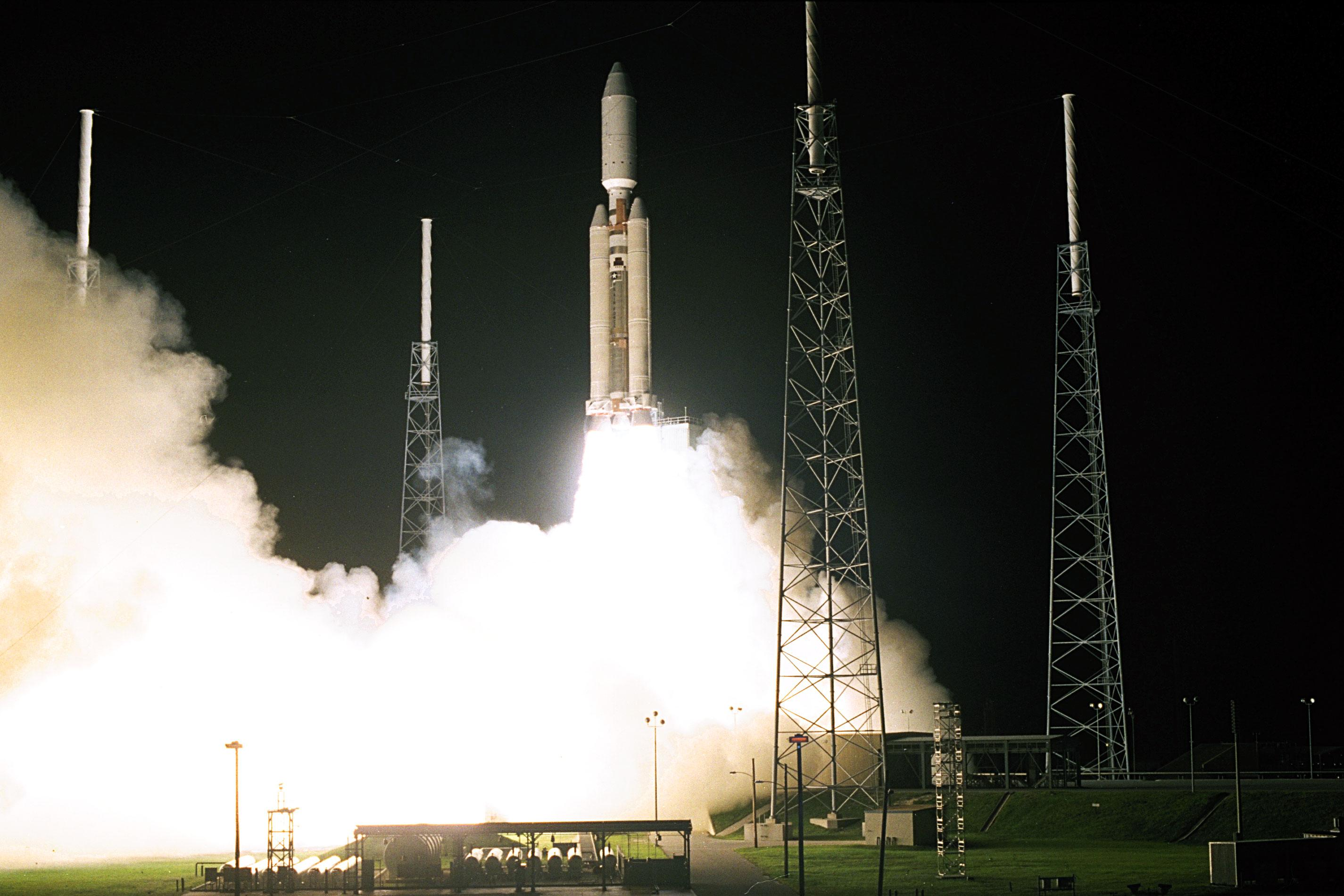
Start der Titan-Rakete mit Cassini-Huygens

- Brazzaville, Pointe-Noire/Republik Kongo: Die bewaffneten Kämpfer unter Befehl von Denis Sassou-Nguesso, Staatspräsident von 1979 bis 1992 als Vorsitzender der damals regierenden Einheitspartei Kongolesische Arbeitspartei, bringen unter militärischem Beistand Angolas zwei Wochen nach Beginn ihrer Offensive fast alle Gebiete der Hauptstadt Brazzaville und auch die für das Erdölgeschäft wichtige Hafenstadt Point-Noire unter ihre Kontrolle. Damit ist Sassou-Nguesso de facto wieder Staatsoberhaupt des Landes in Zentralafrika.[13]
- Cape Canaveral/Vereinigte Staaten: Die Weltraumorganisationen NASA und ESA bringen mit einer Titan-4-Rakete die amerikanische Raumsonde Cassini mit dem europäischen Landemodul Huygens an Bord ins All. Cassini soll die Objekte, v. a. die Monde, in der Umlaufbahn des Saturns untersuchen und Huygens auf dem Saturnmond Titan landen, weil dessen Oberfläche wegen seiner dichten Atmosphäre nicht von einer Umlaufbahn aus erforschbar ist.[14]
- Stockholm/Schweden: Der Amerikaner Paul Delos Boyer, der Brite John E. Walker und der Däne Jens Christian Skou werden in diesem Jahr den Nobelpreis für Chemie erhalten. Die Stiftung ehrt ihre Arbeiten in der Enzymforschung. Der Nobelpreis für Physik wird in diesem Jahr an die Amerikaner Steven Chu und William Daniel Phillips sowie den Franzosen Claude Cohen-Tannoudji für die Entdeckung der Laserkühlung verliehen.[15][16]

### Samstag, 18. Oktober 1997
- Kailua-Kona/Vereinigte Staaten: Auf Big Island gewinnt mit Thomas Hellriegel erstmals ein Deutscher den ältesten Triathlon über die Langdistanz. Mit Jürgen Zäck und Lothar Leder stehen auch auf den Plätzen 2 und 3 Landsmänner des Siegers. Bei den Frauen gewinnt die Kanadierin Heather Fuhr.[17][18]

### Sonntag, 19. Oktober 1997
- Frankfurt am Main/Deutschland: Der Schriftsteller Yaşar Kemal aus der Türkei, Verfasser des Romans Memed mein Falke, erhält den Friedenspreis des Deutschen Buchhandels.[19]
- Podgorica/Jugoslawien: Im montenegrinischen Landesteil gewinnt der amtierende Ministerpräsident Milo Đukanović von der Demokratischen Partei der Sozialisten die Stichwahl um das Präsidentschaftsamt gegen Amtsinhaber Momir Bulatović von der  Sozialistischen Volkspartei, welche in enger Verbindung zum jugoslawischen Präsidenten Slobodan Milošević steht.[20]

### Samstag, 25. Oktober 1997
- Darmstadt/Deutschland: Die Deutsche Akademie für Sprache und Dichtung verleiht den Georg-Büchner-Preis an Österreicher Hans Carl Artmann.[21]

### Sonntag, 26. Oktober 1997
- Jerez/Spanien: Im letzten Rennen der Formel-1-Saison fährt der Kanadier Jacques Villeneuve im Williams FW19 als Dritter über die Ziellinie und wird Fahrerweltmeister 1997. Der bisherige Zweite im Klassement Michael Schumacher aus Deutschland schied mit seinem Ferrari F310B aus und wird aus sportlichen Gründen aus der Fahrer-WM-Wertung gestrichen, somit ist Villeneuves deutscher Teamkollege Heinz-Harald Frentzen Vizeweltmeister.[22]

## Weblinks

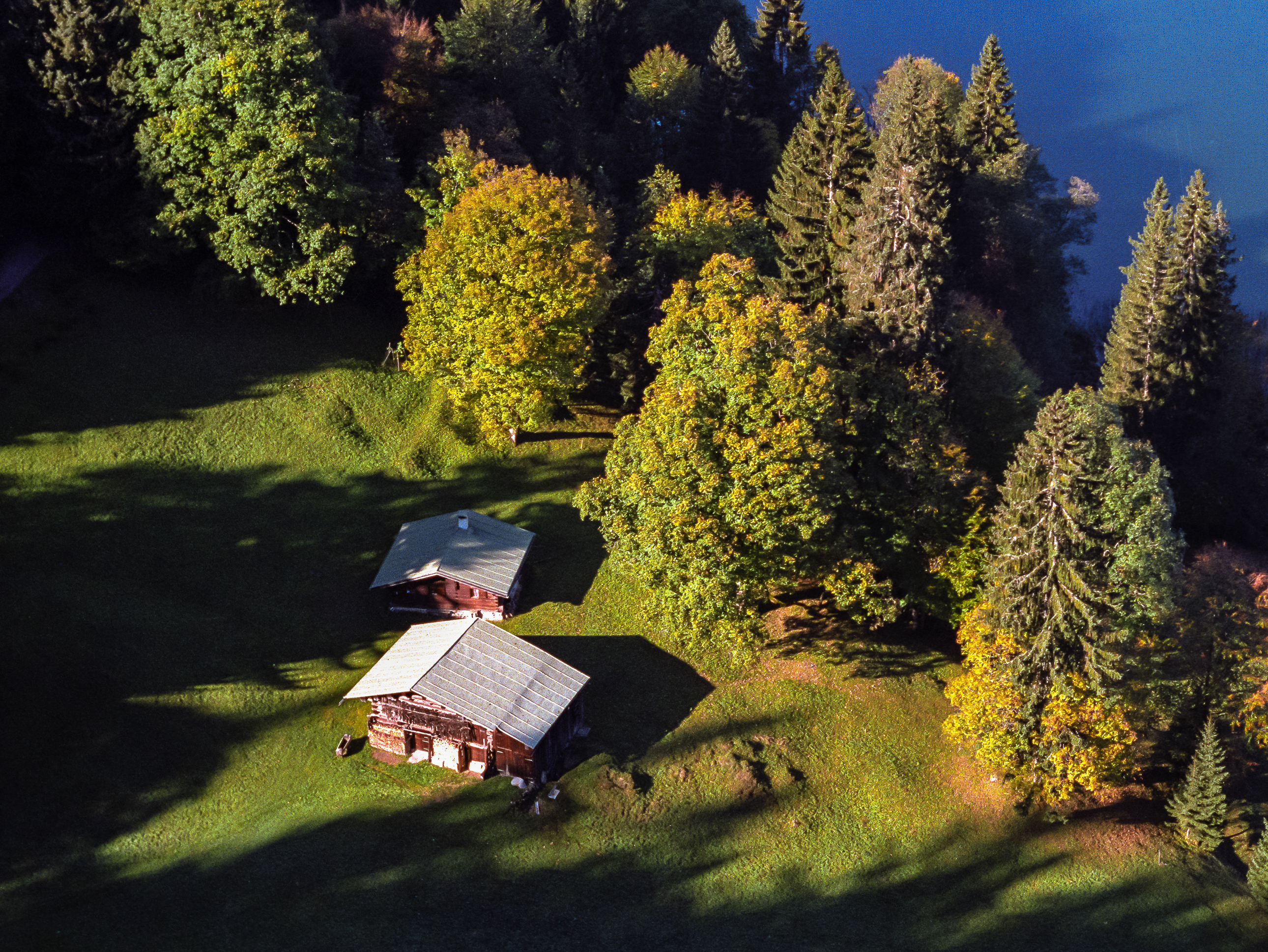
Bayern im Oktober 1997